# Episcia duidae
Episcia duidae är en tvåhjärtbladig växtart som beskrevs av Feuillet. Episcia duidae ingår i släktet Episcia och familjen Gesneriaceae. Inga underarter finns listade i Catalogue of Life.